# Publi Volumni Gal Amintí
Publi Volumni Gal Amintí (en llatí: Publius Volumnius Gallus Amintinus) va ser un magistrat romà del segle v aC. Formava part de la gens Volúmnia.
Va exercir el màxim càrrec de cònsol l'any 461 aC, conjuntament amb Servi Sulpici Camerí.